# Access all areas
Access all areas is het eerste livealbum van Spyro Gyra. Het is opgenomen tijdens een drietal concerten te Gainesville (Florida), St. Petersburg (Florida) en Orlando (Florida) tussen 17 en 19 november 1983. De muziekgroep speelde altijd met een waslijst aan musici, dat was financieel niet op te brengen voor een tournee. Op dit album is dus het “skelet” van de band te horen. In het dankwoord bericht aan de fabrikanten die de muziekinstrumenten hebben geleverd en de opmerking dat Kim Stone af en toe een ¾-contrabas bespeelde tijdens de concerten.
Het album haalde de eerste plaats van de jazzalbumlijsten in de Verenigde Staten.

## Musici
- Jay Beckenstein – saxofoon
- Tom Schuman – toetsinstrumenten
- Chet Catallo – gitaar
- Kim Stone – basgitaar en contrabas
- Eli Konikoff – slagwerk
- Gerardo Velez – percussie
- Dave Samuels – vibrafoon, marimba

## Muziek
De langspeelplaat had een extra track, Old San Juan (7:48), die voorafging aan alle tracks, die hieronder genoemd worden. Om de twee langspeelplaten op één compact disc te kunnen persen moest het nummer destijds weggelaten worden, men dorst nog niet de maximale speelduur van 80 minuten te gebruiken. Na de eerste cd-release in 1987 is het echter nooit meer bijgeperst, ook niet in 1998 toen de maximale speelduur van de cd inmiddels 80:11 was, zodat er wellicht andere redenen waren om het nummer weg te laten..
| Nr. | Titel                                                                 | Duur  |
| --- | --------------------------------------------------------------------- | ----- |
| 1.  | Shaker song (Beckenstein)                                             | 7:14  |
| 2.  | Serpent in paradise (Beckenstein)                                     | 5;56  |
| 3.  | Heliopolis (Beckenstein)                                              | 11:49 |
| 4.  | Harbor nights (Beckenstein)                                           | 7:04  |
| 5.  | Conversations (Schuman)                                               | 8:40  |
| 6.  | Schu’s blues (Schuman)                                                | 4:46  |
| 7.  | Morning dance (Beckenstein)                                           | 5:37  |
| 8.  | Islands in the sky (Jeremy Wall)                                      | 6:29  |
| 9.  | Sea biscuit (Beckenstein, Schuman, Catallo, Konikoff, Velez, Samuels) | 6:03  |
| 10. | Latin streets (Velez, Jorge Dalto)                                    | 8:24  |